# Colony Park
Colony Park est une census-designated place située dans le comté de Berks, dans le Commonwealth de Pennsylvanie, aux États-Unis. Sa population, qui s’élevait à 1 076 habitants lors du recensement de 2010, est estimée à 993 habitants au 1er juillet 2020.